# Нови Сермили
Нови Сермили (грч. Νέα Σερμύλη, Неа Сермили) је насељено место у општини Полигирос у периферији Средишња Македонија, Грчка. Према попису из 2021. године било је 38 становника.
Насеље је подигнуто седамдесетих година 20. века и први пут се помиње на попису из 1981. године са 14 становника.